# Tipula oleracea
Tipula oleracea là một loài ruồi hạc phân bố kháp miền Cổ bắc và miền Tân bắc.

## Hình ảnh

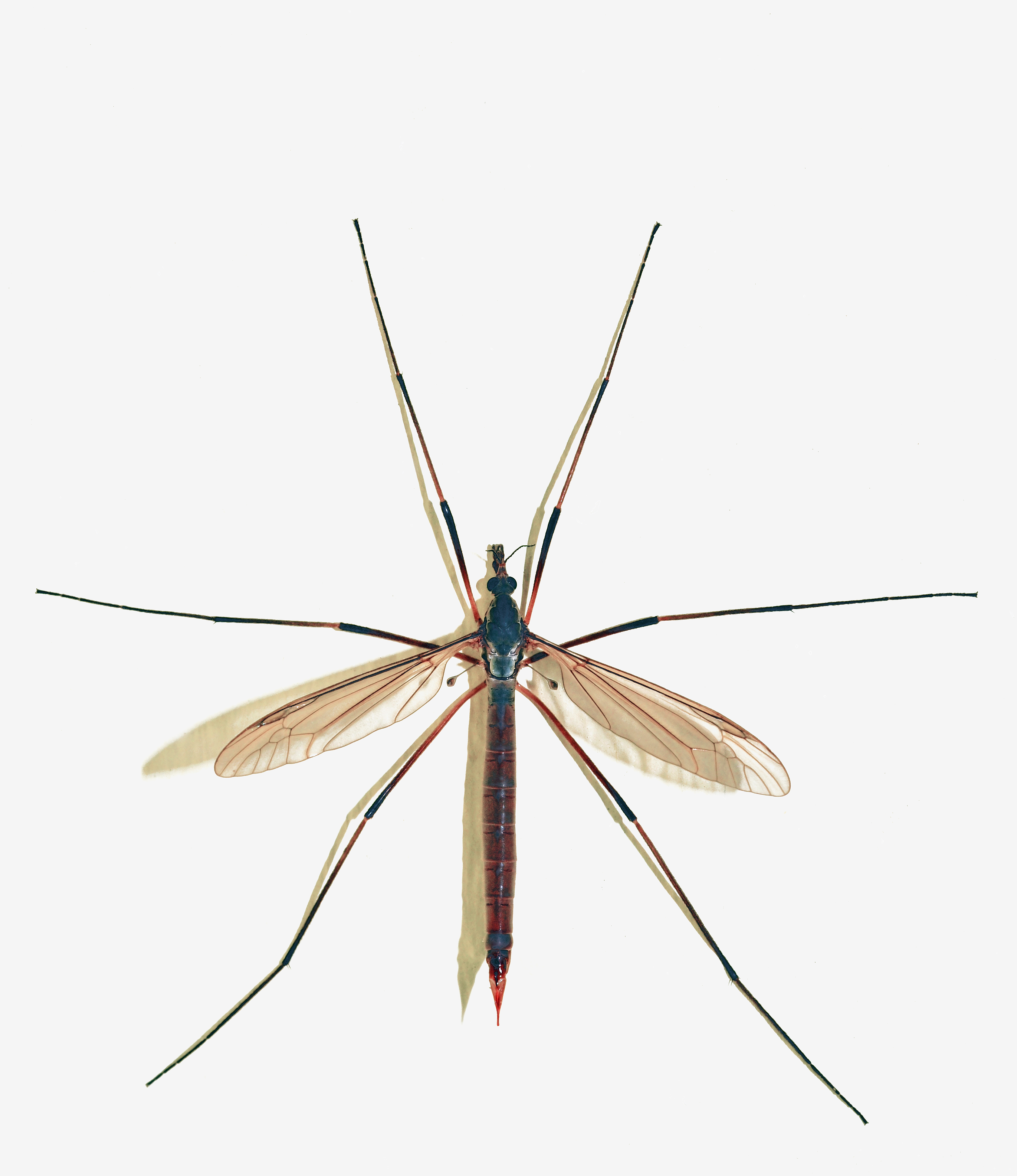
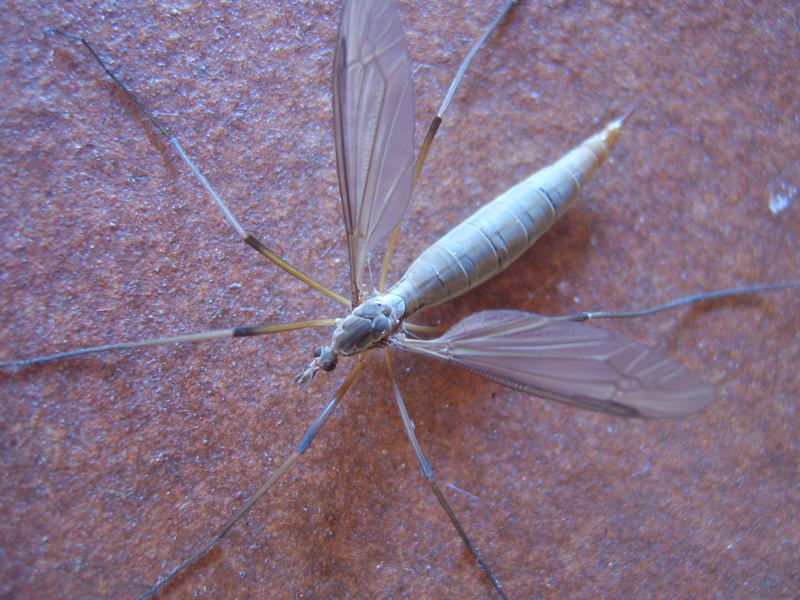
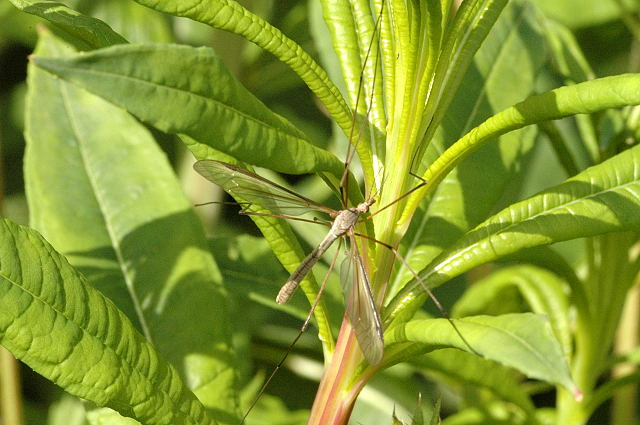
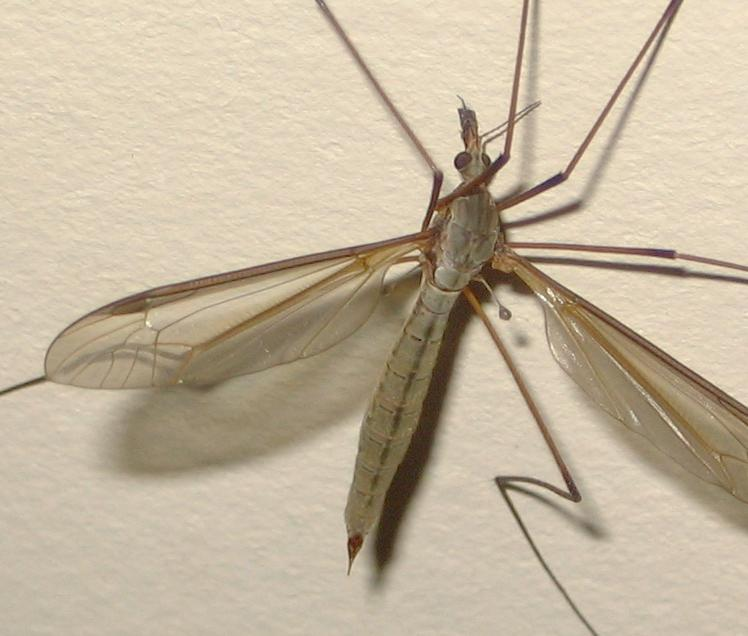